# Cerastis
Cerastis là một chi bướm đêm thuộc họ Noctuidae.

## Các loài
- Cerastis enigmatica Crabo & Lafontaine, 1997
- Cerastis faceta (Treitschke, 1835)
- Cerastis gloriosa Crabo & Lafontaine, 1997
- Cerastis leucographa – White-marked
- Cerastis orientalis Boursin, 1948
- Cerastis pallescens (Butler, 1878)
- Cerastis robertsoni Crabo & Lafontaine, 1997
- Cerastis rubricosa – Red Chestnut
- Cerastis tenebrifera
- Cerastis violetta Boursin, 1955

Phụ chi Metalepsis
- Cerastis cornuta (Grote, 1874)
- Cerastis fishii
- Cerastis salicarum (Walker, 1857)